# Камчадал (тендер)
«Камчадал» — тендер Охотской и Камчатской флотилий. Нёс службу на Дальнем Востоке России, выполняя транспортные рейсы, разведывательные экспедиции и посыльные миссии. В некоторых источниках обозначался как бот.
Позже, название «Камчадал» унаследовал пароход в составе Сибирской военной флотилии, бывший «Труженик».

## Строительство

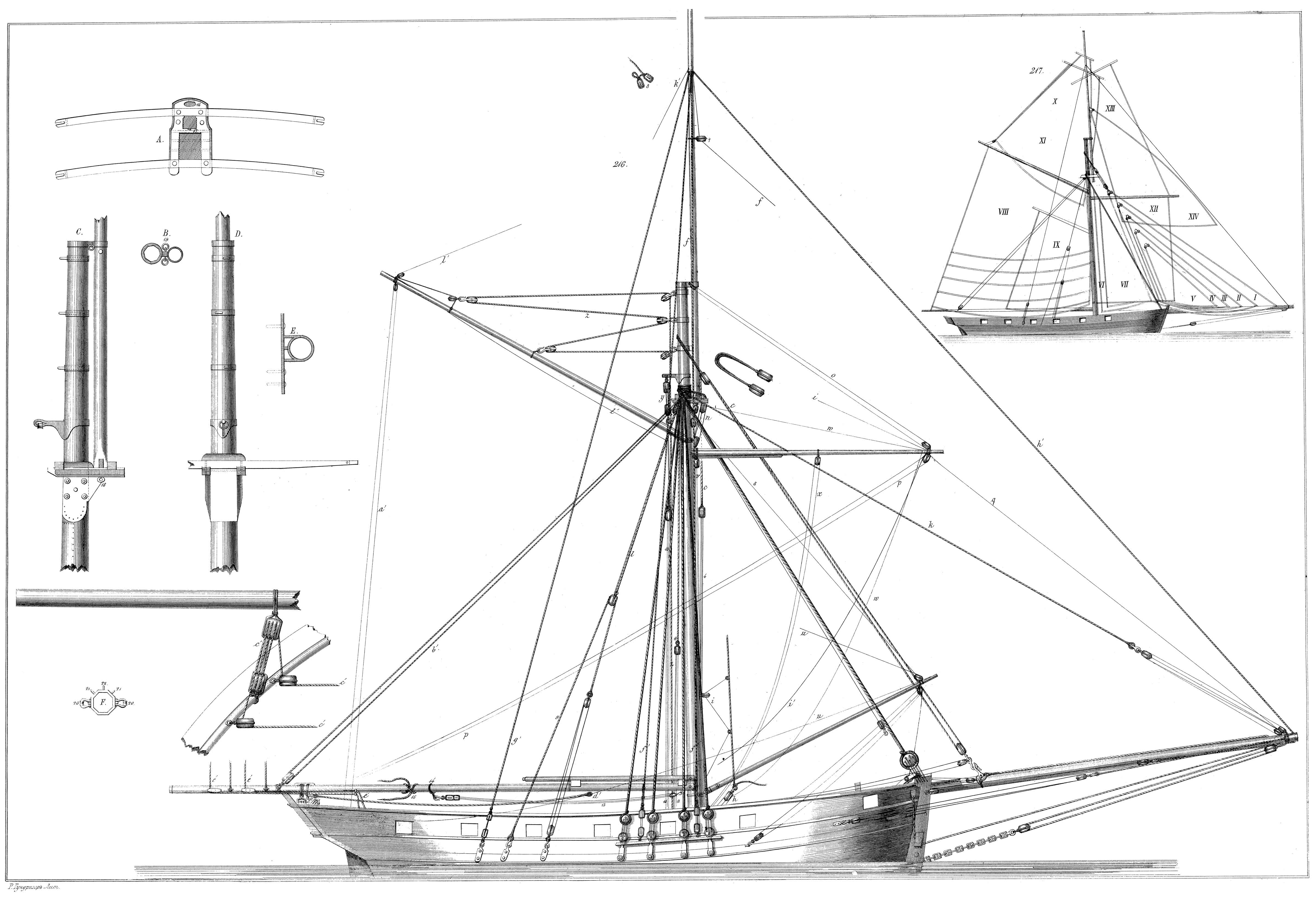
Типовая схема тендера из книги К. Н. Посьета «Вооружение военных судов»

Тендер — небольшое одномачтовое деревянное судно. «Камчадал» построен на принадлежащей Русско-американской Компании верфи в Ново-Архангельске (ныне Ситка).
Его заложили в 1842 году по заказу администрации Петропавловского Порта  для службы в Охотском море. Строителем был О. Е. Нецветов. Тендер спущен на воду в 1842—1843 году. Длина судна 17,07 метра (56 футов), ширина 5,64 метра (18½ футов), водоизмещение 58 тонн, осадка 2,48 метра. Тендер имел грузовой трюм и две каюты для экипажа. Основным движителем служили паруса, размещавшиеся на одной мачте и выдвижном бугшприте. В качестве вспомогательного движителя использовались четыре длинных весла, пропущенных через люки в бортах. «Камчадал» мог развивать 6-узловой ход, а при благоприятных ветрах до 8 узлов. При тендере, в качестве перевозочного средства, имелся один четырёхвесельный ял. «Камчадал» был вооружён шестью небольшими пушками — фальконетами. К 1857 году вооружение составляли два 1-фунтовых фальконета.
После постройки «Камчадал» зачислили в Камчатскую экипажную роту Охотской флотилии. 14 июня 1843 года «Камчадал» пришёл в Петропавловский Порт и приступил к несению службы под командованием А. А. Васильева. Команда набиралась из Охотского флотского экипажа.

## Служба

### Охотская флотилия
27 августа 1846 года «Камчадал» под командованием капитан-лейтенанта А. А. Васильева отправился со снабженческим рейсом в Усть-Камчатск. С ним вышел прибывший на Камчатку учёный-натуралист и путешественник И. Г. Вознесенский. 30 августа бот прибыл к месту назначения. Во время разгрузки и погрузки тендера А. А. Васильев предпринял поездку вместе с И. Г. Вознесенским и архиепископом Иннокентием в Нижнекамчатск и Ключевское. 7 сентября они вернулись к месту стоянки «Камчадала». 8 сентября тендер ушёл.

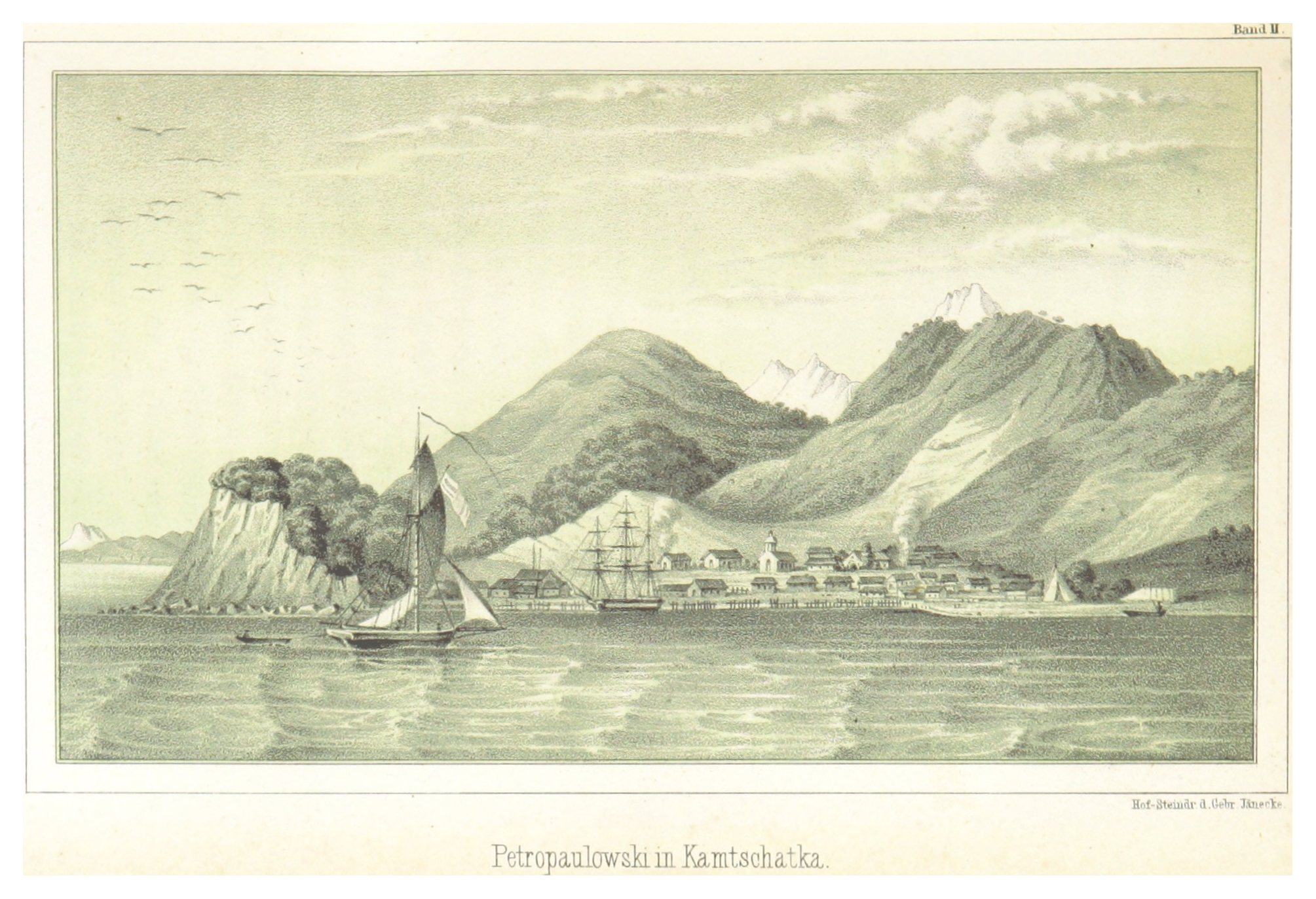
Петропавловский Порт в 1858 году

С началом навигации 1849 года начальник Камчатки и Петропавловского Порта Р. Г. Машин отправил «Камчадал» к Алеутским островам забрать байдарку с транспорта «Байкал», который готовился идти на Сахалин под командованием Г. И. Невельского. 29 мая тендер с байдаркой вернулся в Петропавловский порт. В зиму с 1849 на 1850 год приехавший из Кронштадта Корпуса корабельных инженеров подпоручик К. Я. Гезехус на реке Камчатка на Нижнекамчатской верфи провёл ремонт «Камчадала» и «Алеута», и в Петропавловском Порту «Байкала» и «Иртыша».

### Камчатская флотилия
В 1850 году, в связи с переформированием Охотской флотилии в Камчатскую флотилию, «Камчадал» стал одним из первых транспортов, переведённых в Петропавловский Порт под командование военного губернатора Камчатки генерал-майора В. С. Завойко. Так же в неё вошли транспорт «Иртыш», бригантина «Байкал», бриги «Курил» и «Охотск», боты «Ангара» и «Кадьяк», пять других небольших парусных и вёсельных судов, Охотский флотский экипаж, Камчатская экипажная рота, Охотская мастеровая рота, Охотске штурманское училище, гарнизон в Петропавловском Порту и небольшие отряды в военных постах. В этом же году В. С. Завойко организовал на судах «Иртыш», «Байкал», «Охотск», «Курил» и «Камчадал» перевозку из Охотска в Петропавловский Порт снабжения, кирпича, железных деталей и, даже, старых деревянных построек в разобранном виде.
1 июня 1853 года «Камчадал» под командованием Корпуса флотских штурманов (КФШ) штабс-капитана А. М. Чудинова вышел в море. Команда на 1853 год: командир КФШ штабс-капитан А. М. Чудинов, кадет Кокорин (штурман), 2 унтер-офицера и 18 матросов. Также на борту находился чиновник для особых поручений по горному делу при губернаторе Камчатки геолог К. В. Дитмар. Целью этого плавания было собрать образцы бурого угля и доставка Ижигинских казаков в Петропавловский Порт в связи с военной угрозой со стороны Англии и Франции. Выйдя в Охотское море, тендер шёл вдоль западного побережья, здесь по распоряжению К. В. Дитмара в трюм было погружено около 1500 пудов бурого угля для пробного сжигания в Петропавловском Порту. Далее «Камчадал» отправился к полуострову Тайгонос в Ижигинск. 27 июня «Камчадал» прибыл в Ижигу. На протяжении двух недель продолжался тщательный отбор кандидатов на переселение, всего было отобрано 63 человека, включая женщин и детей. Их со всем скарбом погрузили на тендер, и 14 июля «Камчадал» вышел в море. 25 июля была сделана промежуточная остановка в устье реки Тигиль. Здесь команда запаслась свежей водой и припасами, а К. В. Дитмар сошёл на берег. Переселенцы прибыли к месту назначения в середине августа. Вблизи Петропавловского Порта они обосновали на берегу бухты Сероглазка новое поселение, названное Казацкая слобода (ныне Сероглазка). 27 сентября «Камчадал» доставил в Аян из Петропавловского Порта отправляющихся в Кронштадт через Сибирь офицеров и членов команды транспорта «Двина».

### Сибирская военная флотилия
В связи с Крымской войной навигацию 1855 года «Камчадал», пароход «Аргунь» и шхуна «Хеда» провели на рейде Николаевска. Сюда же, уйдя от встречи с англо-французской эскадрой, пришли в июне из Петропавловского Порта «Аврора», «Оливуца», «Двина», «Байкал», «Иртыш» и бот № 1.

#### Кампания 1857 года
С началом навигации на Амуре 1857 года, «Камчадал» пришёл из колонии Русско-американской Кампании Форт-Росс.
Далее «Камчадал» под командованием КФШ штабс-капитана А. М. Чудинова был назначен состоять при пароходо-корвете «Америка», который шёл с дипломатической миссией вице-адмирала графа Е. В. Путятина. 1 июля корабли отправились в путь. «Америка» зашла в залив Де-Кастри, а «Камчадал» отправился в Дуэ чтобы взять уголь для пароходо-корвета. Приняв запас угля, тендер соединился с пароходо-корветом, и они направилась далее вдоль западного побережья острова для высадки экспедиции под руководством лейтенанта Н. В. Рудановского. Но из-за плохой погоды и штормового ветра этого не удалось осуществить, и корабли направилась к югу вдоль побережья материка.
Утром 13 июля, прямо на ходу, на «Америку» была погружена часть угля. Днём этого же дня был обнаружен залив, состоящий из трёх бухт, необозначенный ни на одной карте. После промера глубин, оба корабля вошли в него. Залив назвали в честь князя Киевской Руси Владимира Святославича — Святого Владимира. Во время стоянки в бухте, работы по описи и промеру залива возглавил командир «Камчадала» А. М. Чудинов. Он определил географические координаты бухты и произвёл глазомерную съёмку. Лейтенант Н. В. Рудановский произвёл краткую топографическую съёмку. 14 июля на «Америку» был отгружен оставшийся уголь, также, по настоянию графа Е. В. Путятина, А. М. Чудинов был переведён на пароходо-корвет, а командовать тендером назначен прапорщик Кузьмин. По приказанию графа «Камчадал» должен был закончить изучение акватории в течение нескольких дней, после чего идти в бухту де Лангля к Ильинскому посту, где оставить экспедицию Н. В. Рудовского, далее следовать с депешами в Де-Кастри, после чего взять в Дуэ уголь для «Америки» и отправиться в Печелийский залив для соединения с пароходо-корветом. Работы были закончены к вечеру 16 июля. По итогу была составлена первая карта залива, а мысам и внутренним бухтам были даны названия в честь первооткрывателей.
17 июля «Камчадал» направился к Сахалину в бухту де Лангля высадить экспедицию Н. В. Рудовского. Двигаясь татарским проливом, были измерены глубины и астрономически уточнены координаты некоторых мысов, после чего обследована сама бухта Де Лангля. 22 июля экспедиция была оставлена близ селения Найеро в бухте Де Лангля. По пути в Де-Кастри, «Камчадал» выдержал сильный шторм и пришёл в порт в начале августа. Из-за открывшихся во время шторма течей, которые не в первый раз уже открывались, тендер был вынужден идти в Николаевск на буксире компанейского винтового судна «Константин» для срочного ремонта и пополнения припасов. Так как комиссия установила, что «Камчадал» опасно посылать в такое далёкое плавание, в виду его ветхости, то для доставки угля было зафрахтовано в Шанхае за 2000 долларов гамбургское судно «Оскар». А «Камчадал» поставлен в ремонт.
В виду приближения зимы, «Камчадал» был отправлен к Удску, находящемуся на реке Уда со снабжением для жителей. Приняв груз, тендер вышел в море 4 сентября. Туда же на тендере отправился чиновник особых поручений Горного отделения Главного управления Восточной Сибири Н. П. Аносов с командой и годовым запасом продовольствия. Спустя 10 дней после отплытия тендер наконец вышел в море, но ему пришлось зайти в Аян и оттуда следовать к устью Уды. 21 сентября, находясь в Удской губе, тендер попал в шторм сменившийся полным штилем. Зайдя в устье Уды Н. П. Аносов сошёл, и берегом отправился в острог. С 6 октября тендер 90 вёрст продвигался на шестах при содействии местных тунгусов. 8 октября «Камчадал» прибыл к месту назначения. После разгрузки тендер поставили на зимовку.

#### Гибель тендера
Вернувшись с очередного рейса поздней осенью, «Камчадал» уже требовал ремонта, но так как других судов флотилии в Николаевске не было, то контр-адмиралу П. В. Казакевичу, в надежде на опыт командира прапорщика Кузьмина, пришлось отправить тендер со снабжением в Удск. 11 октября 1858 года «Камчадал» с грузом муки и провианта вышел по назначению, в качестве пассажиров на борту находились жена боцмана и мужчина, фамилия которого не установлена.
- КФШ прапорщик Кузьмин (командир);
- КФШ прапорщик Алексеев Ф. Н. (старший офицер);
- квартирмейстер Серов (боцман);
- матрос Ерошин;
- матрос Клишенко;
- матрос Коршунов;
- матрос Колчин;
- матрос Казаков;
- матрос Куртышев;
- матрос Топарев;
- матрос Потехин;
- матрос Плюгов;
- матрос Широков.

В ноябре, когда Амур сковался льдом, появился слух, что поздней осенью какое-то судно погибло в северной части Амурского лимана. Тогда Главный командир Сибирской флотилии и портов Восточного океана послал к указанному месту капитан-лейтенанта А. А. Болтина и полицмейстера хорунжего Матвиевского. По возвращении А. А. Болтин и Матвиевский подтвердили, что погибшим судном является «Камчадал», также они привезли с собой тело погибшего унтер-офицера, найденное на льду между тендером и берегом.
Вслед была послана комиссия. «Камчадал» был обнаружен лежащим на правом боку на отмели у малого Пуирского фарватера в крайне изломанном виде — палуба переломлена, носовая часть опущена, вся правая сторона по ватервейсу отведена на ½ фута, правая раковина отставала более чем на фут, фок-мачта сломана, ванты с обеих сторон и весь бегучий такелаж перерублены, выдвижной бугшприт сломан у самого форштевня, руль вышиблен из петель, кормовая часть палубы разворочена. Из корпуса были извлечены тела Алексеева, жены боцмана и четырёх матросов. Остальные моряки обнаружены не были. Судебно-медицинская комиссия определила причину смерти как апоплексический удар от обморожения.
Во время следствия гиляки показали, что во время четырёхдневного шторма со снегом видели судно под парусами, шедшее с моря к Сахалину, а после его окончания судно оказалось разбитым на том месте, где было теперь. По словам одного гиляка, это случилось за 4 дня до приезда казака Огибалова в деревню, что было 16 ноября, а значит 12 числа, что через три дня после приезда казака он отправился туда на лодке и в то время нос судна был цел, а корма сломана, на палубе среди льда видел два тела на носу, на корме одно и посредине ещё одно. Так же он показал, что одно тело взяли с собой гиляки, они же взяли найденные на судне вещи, ружья и муку. Сбор сведений обстоятельств гибели тендера продолжался во всех окрестных поселениях. В разных деревнях были обнаружены мешки с мукой, ружья, пистолет, две шкатулки и водка.
Рассмотрев это дело, генерал-аудиториат не выявил ответственных за крушение тендера «Камчадал» и причин для направления дела в судебное разбирательство и постановил: «Следственное о сём дело оставить без дальнейших последствий», — поставив лишь на вид главному портовому начальству в портах Восточного океана вышеупомянутые соображения генерал-аудиториата, «для предупреждения на будущее время подобных гибельных последствий, которые в известных случаях могут быть нередко предотвращаемы благовременной заботливостью и ближайшей попечительностью местного начальства».
Так же им была установлена следующая цепь событий:

Когда судно село на мель, команда попыталась самостоятельно сняться с нее, но усомнилась в успехе. Тогда решили часть экипажа отправить на берег за помощью. Пошли три человека. Очевидно, берега они не достигли. Напрасно прождав их, еще четыре человека по едва ставшему льду двинулись к берегу, но также все погибли на переходе. Оставшиеся на борту после долгого и безнадежного ожидания замерзли.

Гибель «Камчадала» была описана К. М. Станюковичем и опубликована в 1897 году в его Собрании сочинений. Также он напишет:

Эти безвременно погибшие люди, судя по данным следственного дела и по записке одного адмирала, приложенной к делу, — являются не столько жертвами моря, сколько жертвами беспечности и халатности местного морского начальства.

## Командиры
Командирами тендера «Камчадал» в разное время служили:
- ??.??.1845—??.??.1850 капитан-лейтенант А. А. Васильев
- ??.??.1853—14.07.1857 КФШ подпоручик, поручик, штабс-капитан А. М. Чудинов
- 14.07.1857—12.11.1858 КФШ прапорщик Кузьмин

### Книги
- Дитмар К. В. Поездки и пребывание в Камчатке в 1851-1855 гг. : Ч. 1: Исторический отчёт по путевым дневникам (доложено в Физико-математическом отделении 1 нояб. 1888 г.). — СПб.: тип. Имп. Акад. наук, 1901. — 756 с.
- Степанов А. И. Русский берег. Морской топонимический справочник. — Владивосток: Дальневосточное книжное издательство, 1976. — 190 с.
- Латышев В., Дударец Г. Государственный канцлер А. М. Горчаков и решение сахалинского вопроса / научный редактор Т. П. Роон. — Южно-Сахалинск: Государственное бюджетное учреждение культуры «Сахалинский областной краеведческий музей», 2015. — 520 с. — ISBN 978-1-329-12964-1.
- Болгурцев Б. Н. Морской биографический справочник Дальнего Востока России и Русской Америки, XVII – начало XX вв. — Владивосток: Уссури, 1998. — С. 140. — 232 с.
- Тихменёв П. А. Историческое обозрение образования Российско-Американской компании и действий её до настоящего времени. Ч.1. — СПб.: Типография Эдуарда Веймара, 1861. — С. 229—233. — 459 с.
- Галина Дударец, Владислав Латышев. Пароходо-корвет «Америка» и его командир А. А. Болтин / Научный редактор доктор исторических наук А. А. Хисамутдинов. — М.: Атанор, 2018. — 270 с. — ISBN 978-5-9500760-4-6.
- Алексеев, А. И. Илья Гаврилович Вознесенский (1816—1871). — М.: Издательство «Наука», 1977. — 152 с..
- Веселаго Ф. Ф. Список русских военных судов с 1668 по 1860 год. — СПб.: Типография морского министерства, 1872. — 798 с.
- Невельской Г. И. Подвиги русских морских офицеров на крайнем Востоке России. 1849-1855 гг. 4-е издание, исправленное / под редакцией В. Вахтина. — М.: Кучково Поле, 2009. — 544 с. — ISBN 978-5-9950-0069-3.
- Чернышёв А. А. Российский парусный флот. Справочник. — М.: Воениздат, 2002. — Т. 2. — 480 с. — (Корабли и суда Российского флота). — 5000 экз. — ISBN 5-203-01789-1.
- Широкорад А. Б. 200 лет парусного флота России / Под ред. А. Б. Васильева. — 2-е изд. — М.: «Вече», 2007. — 448 с. — ISBN 978-5-9533-1517-3.

### Статьи
- Пирагис А. П. Хитрый, практичный и стойкий Василий Завойко. Первый губернатор Камчатки знал: нужно искать местные резервы, на «поставках» с материка не проживёшь (рус.). — Петропавловск-Камчатский, 2000. — 14 июля.
- Ильцова Наталья. Камчатский род Крупениных (рус.) // Камчадалы. — Петропавловск-Камчатский, 2017. — 25 июня.
- Бартенев П. Письма об Амурском крае. Николаевск на устье Амура, 29 Ноября 1857 г. Получ. 29 Мая 1858. // Русский архив, № 3. 1895 (рус.). — СПб., 1895.
- Заблоцкий Е. М. Николай Павлович Аносов на Дальнем Востоке: Амурская золотопоисковая партия (1857—1860 гг.) (рус.). — СПб., 2014.